# Freddy Maertens

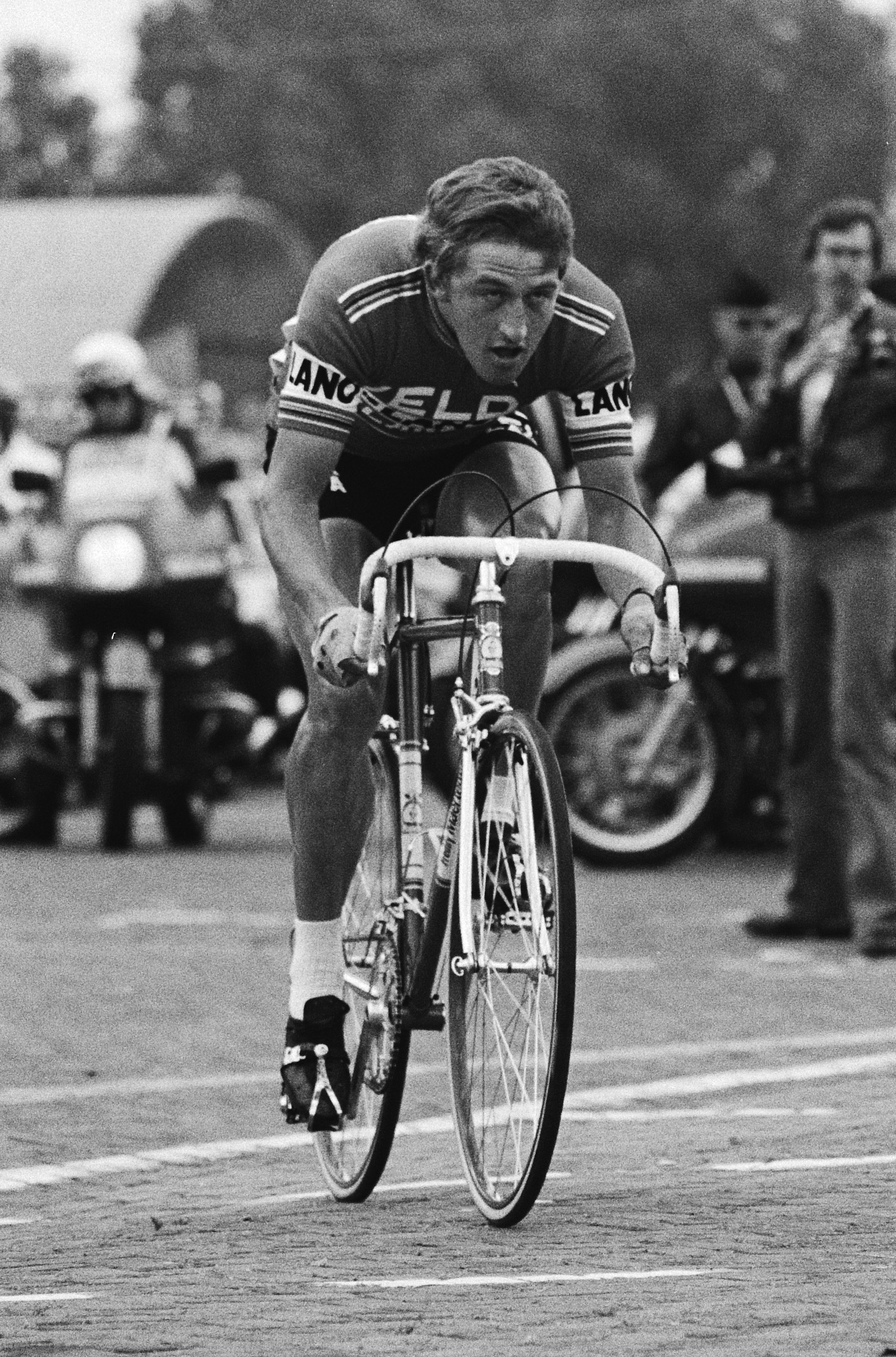
Freddy Maertens tijdens de Ronde van Frankrijk 1978

Freddy Maertens (Lombardsijde, 13 februari 1952) is een Belgisch voormalig wielrenner die beroepsrenner was van 1973 tot 1987. Hij won veel van zijn wedstrijden in de sprint en kon dankzij zijn kracht goed op het grote verzet rijden. In drie deelnames aan de Ronde van Frankrijk won hij vijftien etappes en droeg hij negen dagen de gele trui. Driemaal won hij de groene trui voor het puntenklassement. Maertens heeft het record in handen voor meeste overwinningen in één Ronde van Frankrijk (met Eddy Merckx) en één Ronde van Spanje.

## Carrière
Zijn profcarrière begon Maertens bij Flandria, waar hij acht jaar voor zou rijden. Die ploeg was in de jaren 70 een van de sterkste ploegen uit het peloton. Samen met de renners Marc Demeyer en Michel Pollentier behoorde Maertens tot de Drie Musketiers van Flandria, die grote successen behaalden.
Maertens werd tweemaal wereldkampioen op de weg (1976 en 1981) en eindigde tweede in 1973. In Barcelona haalde hij toen zijn landgenoot Eddy Merckx bij in de slotfase, waarna beiden in de sprint geklopt werden door de Italiaan Felice Gimondi. Het voorval zorgde voor een vete tussen Merckx en Maertens, wat negatieve gevolgen had voor de populariteit van Maertens.
Tot zijn palmares behoren overwinningen in Parijs-Tours (1975), de Zürich Metzgete (1976), de Amstel Gold Race (1976), Rund um den Henninger-Turm (1976), Gent-Wevelgem (1975 en 1976) en de Omloop Het Volk (1977 en 1978). In 1976 en 1977 won hij het eindklassement van de Super Prestige Pernod. In 1977 werd hij in een winnende positie in de Ronde van Vlaanderen uit de koers genomen omwille van een ongeoorloofde fietswissel op de Koppenberg.
In de Ronde van Spanje van 1977 leidde hij van start tot finish en won hij naast het eind- en puntenklassement ook nog eens 13 van de 19 etappes. In de Ronde van Italië dat jaar zou hij ook nog zeven ritten op zijn naam schrijven, alvorens hij met een ingewikkelde breuk tussen pols en hand na een val op het circuit van Mugello moest opgeven. Die val en het daaropvolgende moeizame herstel van de polsblessure was het begin van het einde voor Maertens. Zijn ploegmaat Pollentier kwam uit de schaduw van Freddy Maertens en nam de rol van kopman over. In 1978 won hij nog wel 2 etappes en de groene trui in de Ronde van Frankrijk, maar dat leek in die jaren een troostprijs voor een renner van zijn kaliber. Halverwege 1979 trok hij zich na een inzinking terug voor de rest van het seizoen. In 1979 en 1980 won Maertens alleen nog maar enkele criteriums en zijn carrière leek op 28-jarige leeftijd al vroegtijdig te eindigen. Ondertussen had hij door verkeerde investeringen ook een groot deel van zijn persoonlijk kapitaal verloren. Hij moest zijn huis verkopen en werd achtervolgd door de belastingsadministratie.
Hij kende echter een heropleving in de zomer van het jaar 1981, waarin hij opnieuw op topniveau presteerde. Zijn oud-ploegleider Lomme Driessens haalde hem bij de Boule d'Or-ploeg, waarvoor hij een sterke Ronde van Frankrijk reed, met 5 etappezeges en de groene trui. In het najaar werd hij in Praag ook voor de tweede keer wereldkampioen.
In de daaropvolgende seizoenen wist Maertens geen aansprekende koersen meer te winnen. Na nog een jaar Boule d'Or ging Maertens rijden voor diverse kleinere ploegjes en privésponsoren, alvorens in 1987 definitief met wielrennen te stoppen.
Na zijn carrière werkte hij een tiental jaren als vertegenwoordiger. Van 2000 tot en met 2007 werkte hij als arbeider in het Nationaal Wielermuseum in Roeselare. Hij werd er een van de vaste gezichten. Sinds februari 2008 werkt hij als gastheer en pr-medewerker voor het Centrum Ronde van Vlaanderen in Oudenaarde.
In 2010 werd hij door lezers van de Krant van West-Vlaanderen uitgeroepen tot de beste West-Vlaamse wielrenner aller tijden. Hij eindigde boven de bekende renners Briek Schotte en Johan Museeuw.

## Palmares
- Wereldkampioenschap op de weg: 1976 en 1981
- Belgisch kampioenschap op de weg: 1976
- Puntenklassement Ronde van Frankrijk: 1976, 1978 en 1981
- Eindklassement Ronde van Spanje: 1977

In 1975 kreeg hij bij zijn overwinning in Parijs-Brussel de "Gele wimpel" uitgereikt, de onderscheiding voor het hoogste uurgemiddelde behaald in een internationale klassieker. Hij verbeterde hiermee de prestatie van de Nederlander Peter Post uit 1964.

## Overwinningen
1973
- 5b etappe Vierdaagse van Duinkerke
- Eindklassement Vierdaagse van Duinkerke
- Brussel-Meulebeke
- Scheldeprijs Vlaanderen

1974
- Kampioenschap van Vlaanderen
- Nokere Koerse
- 3b etappe Vierdaagse van Duinkerke
- 1e etappe Ronde van Luxemburg
- 2e etappe Ronde van Luxemburg
- Eindklassement Ronde van Luxemburg
- proloog Ruta del Sol
- 1e etappe Ruta de Sol
- 2e etappe Ruta del Sol
- 4e etappe Ruta del Sol
- 5e etappe Ruta del Sol
- 6e etappe Ruta del Sol
- Eindklassement Ruta del Sol
- 2e etappe Ronde van België
- 3e etappe Ronde van België
- 4e etappe Ronde van België
- Brussel-Meulebeke
- Omloop van Midden-Vlaanderen
- GP Jef Scherens

1975
- Parijs-Tours
- Gent-Wevelgem
- Parijs-Brussel
- 1e etappe Dauphiné Libéré
- 2a etappe Dauphiné Libéré
- 2b etappe Dauphiné Libéré
- 3e etappe Dauphiné Libéré
- 4e etappe Dauphiné Libéré
- 7b etappe Dauphiné Libéré
- 3b etappe Vierdaagse van Duinkerke
- Eindklassement Vierdaagse van Duinkerke
- 1a etappe Ruta del Sol
- 1b etappe Ruta del Sol
- 5e etappe Ruta del Sol
- 6e etappe Ruta del Sol
- 7e etappe Ruta del Sol
- Eindklassement Ruta del Sol
- 2e etappe Parijs-Nice
- 1a etappe Ronde van België
- 1b etappe Ronde van België
- 2e etappe Ronde van België
- Eindklassement Ronde van België
- GP de la Banque
- GP Jef Scherens

1976
- Wereldkampioen op de weg, Elite.
- Gent-Wevelgem
- Amstel Gold Race
- Brabantse Pijl
- Kampioenschap van Zürich
- Belgisch kampioen op de weg, Elite.
- Kampioenschap van Vlaanderen
- Azencriterium
- Heusden-Vlaanderen
- 5a etappe Ronde van Nederland
- 5b etappe Ronde van Nederland
- proloog Ronde van Zwitserland
- 1e etappe Ronde van Zwitserland
- 2b etappe Vierdaagse van Duinkerke
- Eindklassement Vierdaagse van Duinkerke
- proloog Ronde van Frankrijk
- 1e etappe Ronde van Frankrijk
- 3e etappe Ronde van Frankrijk
- 7e etappe Ronde van Frankrijk
- 18a etappe Ronde van Frankrijk
- 18b etappe Ronde van Frankrijk
- 21e etappe Ronde van Frankrijk
- 22a etappe Ronde van Frankrijk
- Puntenklassement Ronde van Frankrijk
- proloog Parijs-Nice
- 2e etappe Parijs-Nice
- 3e etappe Parijs-Nice
- 4e etappe Parijs-Nice
- 6a etappe Parijs-Nice
- 6b etappe Parijs-Nice
- 1a etappe Ronde van België
- GP des Nations
- Trofeo Baracchi
- Zesdaagse van Dortmund (met Patrick Sercu)
- 2e etappe Ronde van Corsica
- 3e etappe Ronde van Corsica
- Super Prestige-Pernod
- Rund um den Henninger-Turm

1977
- Omloop Het Volk
- Trofeo Laiguelia
- Belgisch kampioen op de baan, Derny, Elite.
- Ronde van Midden-Zeeland
- proloog Parijs-Nice
- 1a etappe Parijs-Nice
- 1b etappe Parijs-Nice
- 2e etappe Parijs-Nice
- 7b etappe Parijs-Nice
- Eindklassement Parijs-Nice
- 1e etappe Catalaanse Week
- 4e etappe Catalaanse Week
- 5a etappe Catalaanse Week
- 5b etape Catalaanse Week
- Eindklassement Catalaanse Week
- 1e etappe Ronde van Zwitserland
- 1e etappe Ronde van Spanje
- 2e etappe Ronde van Spanje
- 5e etappe Ronde van Spanje
- 6e etappe Ronde van Spanje
- 7e etappe Ronde van Spanje
- 8e etappe Ronde van Spanje
- 9e etappe Ronde van Spanje
- 11a etappe Ronde van Spanje
- 11b etappe Ronde van Spanje
- 13e etappe Ronde van Spanje
- 16e etappe Ronde van Spanje
- 19e etappe Ronde van Spanje
- Eindklassement Ronde van Spanje
- Puntenklassement Ronde van Spanje
- proloog Ronde van Italië
- 1e etappe Ronde van Italië
- 4e etappe Ronde van Italië
- 6a etappe Ronde van Italië
- 6b etappe Ronde van Italië
- 7e etappe Ronde van Italië
- 8e etappe Ronde van Italië
- proloog Ronde van Catalonië
- 1e etappe Ronde van Catalonië
- 3b etappe Ronde van Catalonië
- 4 etappe Ronde van Catalonië
- 7a etappe Ronde van Catalonië
- Eindklassement Ronde van Catalonië
- 1e etappe Ronde van Sardinie
- Eindklassement Ronde van Sardinië
- 3e etappe Ronde van Nederland
- Super Prestige-Pernod
- Zesdaagse van Antwerpen (met Patrick Sercu)

1978
- Omloop Het Volk
- E3 Prijs-Vlaanderen
- Heusden-Vlaanderen
- Classic de L'Indre
- 7a etappe Dauphiné Libéré
- 5e etappe Ronde van Zwitserland
- 2a etappe Vierdaagse van Duinkerke
- 2b etappe Vierdaagse van Duinkerke
- 5a etappe Vierdaagse van Duinkerke
- Eindklassement Vierdaagse van Duinkerke
- 5e etappe Ronde van Frankrijk
- 7e etappe Ronde van Frankrijk
- Puntenklassement Ronde van Frankrijk
- Ronde van de Haut-Var
- Selva-Manacor
- Zesdaagse van Antwerpen (met Danny Clark)

1981
- Wereldkampioen op de weg, Elite.
- 1e etappe Ronde van Frankrijk
- 3e etappe Ronde van Frankrijk
- 12e etappe Ronde van Frankrijk
- 13e etappe Ronde van Frankrijk
- 22e etappe Ronde van Frankrijk
- Puntenklassement Ronde van Frankrijk
- 4e etappe Ruta del Sol

## Resultaten in voornaamste wedstrijden
| Jaar | Ronde van Italië | Ronde van Frankrijk | Ronde van Spanje |
| ---- | ---------------- | ------------------- | ---------------- |
| 1973 |                  |                     |                  |
| 1974 |                  |                     |                  |
| 1975 |                  |                     |                  |
| 1976 |                  | 8e (8)              |                  |
| 1977 | opgave (7)       |                     | ↑ (13)           |
| 1978 |                  | 13e (2)             |                  |
| 1980 | buiten tijd      |                     |                  |
| 1981 |                  | 66e (5)             |                  |

| Jaar | Milaan-San Remo | Gent-Wevelgem | Ronde van Vlaanderen | Parijs-Roubaix | Amstel Gold Race | Luik-Bast.‑Luik | Ronde van Lombardije | Omloop Het Volk | Parijs-Tours | E3 Harelbeke |  | WK op de weg |  | Wereldranglijsten |
| ---- | --------------- | ------------- | -------------------- | -------------- | ---------------- | --------------- | -------------------- | --------------- | ------------ | ------------ |  | ------------ |  | ----------------- |
| 1973 | 17e             | 5e            | ↑                    | 5e             | 8e               |                 |                      |                 |              | 4e           |  | ↑            |  | 5e (SPP)          |
| 1974 | 9e              | 6e            | 13e                  | 7e             | 4e               | 9e              |                      | 8e              | 5e           | ↑            |  |              |  | 16e (SPP)         |
| 1975 | 9e              | Goud          | 8e                   | 6e             | ↑                |                 | 5e                   | 14e             | Goud         | ↑            |  | 21e          |  | 5e (SPP)          |
| 1976 |                 | Goud          | 5e                   |                | ↑                | ↑               |                      | 13e             | 23e          |              |  | ↑            |  | (SPP)             |
| 1977 | 5e              |               |                      | ↑              | 5e               | 5e              | 12e                  | Goud            | 23e          |              |  |              |  | (SPP)             |
| 1978 | 26e             | 9e            | 8e                   | 4e             | 4e               | 9e              |                      | Goud            |              | ↑            |  |              |  | 11e (SPP)         |
| 1980 | 12e             |               | 6e                   |                |                  |                 |                      |                 |              |              |  |              |  |                   |
| 1981 | 7e              |               |                      |                |                  |                 |                      |                 |              |              |  | ↑            |  | 15e (SPP)         |
| 1983 |                 |               |                      |                | 40e              |                 |                      |                 |              |              |  |              |  |                   |

## Eerbewijzen en trofeeën

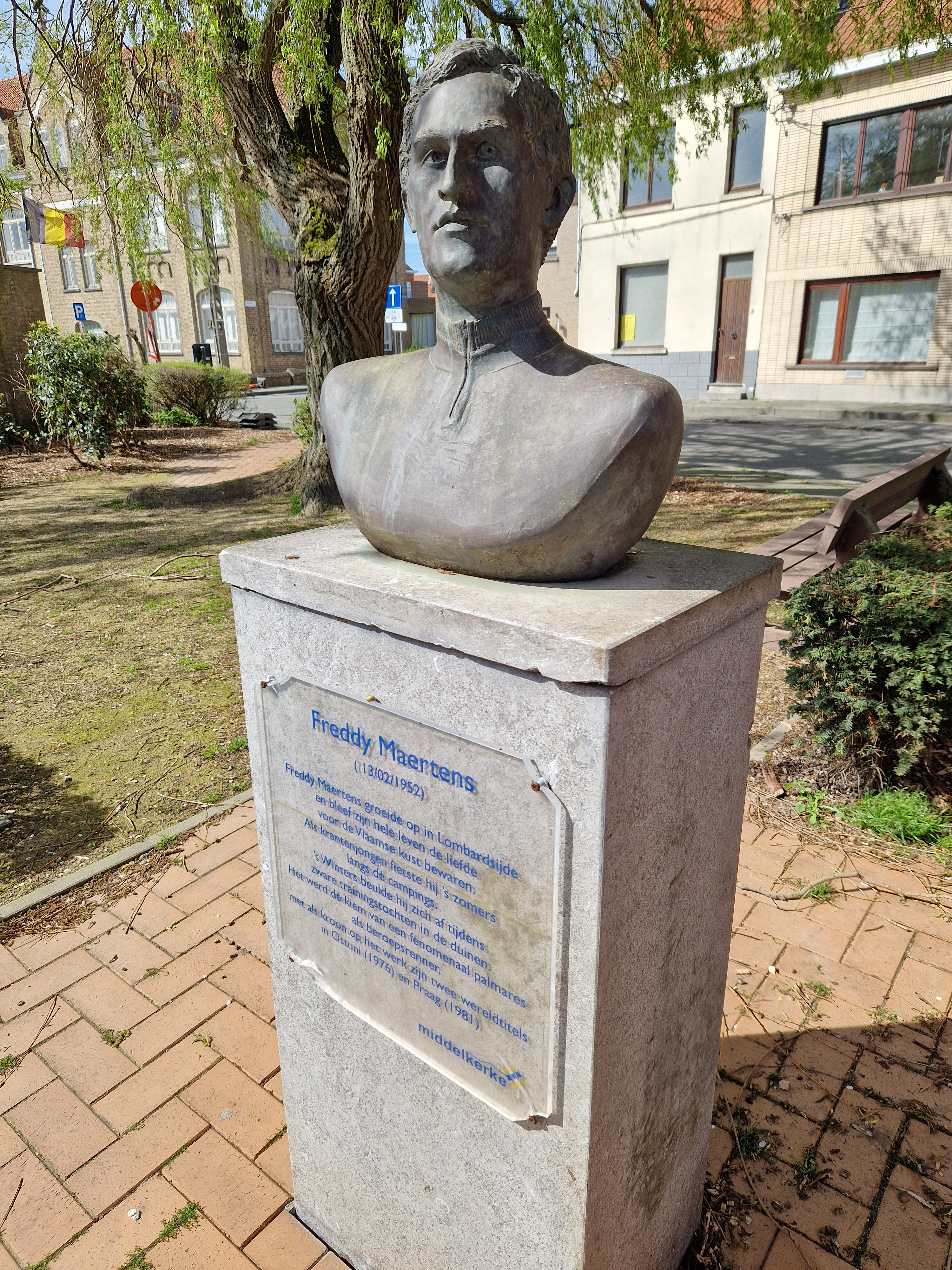
Buste van Maertens in Lombardsijde

- Gele wimpel: Van 1975 tot 1997 (record)[2]
- Gan Challenge (it) : 1976, 1977[3]
- Mendrisio d'Or (fr): 1976
- Sportman van het jaar: 1981, Runner-up: 1976 [4]
- Introduced in the UCI Hall of Fame: 2002
- Memoire du Cyclisme – 20ste grootste wielrenner aller tijden: 2002[5]
- Ereburger van Middelkerke: 2004[6]
- Buste in Lombardsijde: 2004[7]
- Freddy Maertensroute in Middelkerke (41,9 km): 2009
- CyclingNews 5e beste sprinter aller tijden: 2023[8]
- UCI Top 100 of All Time: 3,955 punten
- Procyclingstats.com – All Time Wins Ranking: 10e plaats (147 overwinningen)[9]

## Trivia
- Niet alleen met Merckx boterde het niet goed, ook met Roger De Vlaeminck waren er serieuze wrijvingen. In de Ronde van Vlaanderen van 1976 had Maertens met Marc Demeyer als enige een knecht in een kopgroep van vijf. Numeriek overwicht dus, maar Maertens en De Vlaeminck rivaliseerden dusdanig, dat ze zich liever lieten zakken uit de kopgroep dan dat de ander zou winnen.
- Maertens had via zijn ploegleider-mentor Lomme Driessens regelmatig champagne in zijn bidon, die hem hielp om de snelle eindfase van de wedstrijden af te werken.
- Maertens was via zijn echtgenote Carine een goede vriend van de in 1971 verongelukte renner Jean-Pierre Monseré en diens echtgenote Annie.
- Vanwege zijn bijzonder uitziende mond en manier van spreken kreeg hij de bijnaam Lippe.